# エドワーズ症候群
エドワーズ症候群（エドワーズしょうこうぐん、Edwards syndrome）は染色体異常により発症する先天性疾患群のひとつ。1960年にイギリスのジョン・H・エドワーズにより報告された。エドワーズ症候群は胎児の18番染色体が3本1組のトリソミー(三染色体性)となってしまうことから18トリソミー(Trisomy 18)とも呼ばれる。また、Eトリソミーと呼ばれる場合もある。エドワーズ症候群に見られる特徴としては低体重であることや小さい顎や耳介低位、指の重なりなどの外観の他に、重度の心疾患が発生することもある。

## 疫学
文献により発生率は異なっており1/3000〜1/10000人という報告がなされている。高齢出産になるほど発生するリスクは高まる。
妊娠中に50-90%が淘汰されてしまう。生後の生存率も低く、2ヶ月までには半数が亡くなり、1年生存率は10%程度である。生後1週間で6割が死亡するという出典もある。女児のほうが淘汰されにくく男児は流産してしまう可能性が高い。生命予後も女児のほうが男児に比べると良い。女児に多く見られる症状で女児:男児の発生比率は4:1となっている。文献によっては3:1としているものもある。死産となることも多く、経膣出産の最中に死亡してしまうこともある。このような場合は帝王切開により死を回避できる可能性があることが示唆されるが、母体が負うリスクと天秤にかけられる。新生児は満期産、過熟産で生まれることが多いが、出生時の体重は2200グラム以下と低体重であり、著しい成長障害や精神発達遅滞が見られる。性差で見ると男児の平均寿命は2-3ヶ月、女児の平均寿命は10ヶ月であるが、新生児特定集中治療室 (NICU)の発達により退院することができる新生児が増えており、中学生になるまで成長したケースも報告されている。再発危険率は約1%と言われているが、後述する転座型のうち、両親由来となっているケースでは次の児も高率に同症候群になるために、出生前診断を含め遺伝カウンセリングを受けることが重要である。

## 分類
国際疾病分類 (ICD)では「Q91 エドワーズ症候群及びパトー症候群」に分類されており、さらに標準型(フルトリソミー)、モザイク型(モザイクトリソミー)、転座型、詳細不明と分類されている。

18番染色体

### 標準型
標準型は配偶子となる卵子、または精子が形成される際に減数分裂が正しく行われないことが原因となる。ヒトの染色体は23本を2本1組で持っているが、配偶子となる卵子、精子は受精した後に23本2本1組となれるように染色体の数を減らすために減数分裂を行い、それぞれが1本ずつの染色体を保持する状態を作る。標準型はこの減数分裂の際に失敗する染色体不分離を起こしたものであり、卵子、あるいは精子のどちらかの18番染色体が2本1組の状態で残ってしまう。そのため受精後にトリソミーとなる。受精卵が細胞分裂を起こすと胎児の細胞すべてが18トリソミーとなることもある。
発生例の80%が標準型である。

### モザイク型
モザイク型は受精卵の体細胞分裂が正しく行われないことが原因となる。そのため正常に分裂できた細胞と18トリソミーとなってしまった細胞が混在することからモザイク型の場合は臨床的に症状が軽度となる。
発生例の10%がモザイク型である。

### 転座型
転座型は18番染色体が別の染色体の一部と交換される部分トリソミー、あるいは短腕が欠けた染色体同士がくっついてしまう長腕同腕染色体となる。転座型は染色体が構造異常を起こすことに由来するトリソミーで片親が均衡転座保因者である可能性が高いが、突然変異型のケースもある。
発生例の5%である。

### 不明・その他
これ以外のケースでは重複トリソミーとなるものが挙げられる。重複トリソミーは18番染色体以外の染色体が同時にトリソミーとなってしまうもので、18トリソミーでは性染色体がトリソミーを起こすような重複が多い。
発生例の5%である。

## 臨床像
出生前には羊水過多、胎動不良の症状が見られ、超音波検査において単一臍帯動脈、脳の中に嚢胞が確認された場合に染色体異常が疑われる。
胎児の顔は顎が小さく、耳が低い位置に付着するなど耳介奇形を伴い、後頭部が突き出すという特徴的な顔貌をしており、首が短い、胸骨が小さいといった発育不全が見られる。エドワーズ症候群（18トリソミー）に多いのが心疾患であり、90%の胎児には先天性心疾患が見られ心室中隔欠損症、心内膜床欠損症、単心室、総肺静脈還流異常症などの重篤な心疾患、ファロー症候群といった合併症を伴うことがしばしばである。これらの先天性心疾患の度合が胎児の生命力に重要な影響を与える。ごく稀ではあるが腎臓、肝臓に悪性腫瘍を合併することが報告されている。
上記の症状の他、しばしば「グーの手」と称される指を握ったままの屈曲拘縮（あるいは指の重なり(overlapping finger)）、揺り椅子状足底などの身体的特徴が見られると18トリソミーである疑いが高まり、出生前検査で羊水穿刺、臍帯穿刺を行い染色体検査(分染法、FISH法)を実施して特定される。出生前検査は医師から被検者(妊婦)へ羊水穿刺のリスクなどの説明が十分なされた後、本人あるいは家族による同意を得た上で行われるインフォームド・コンセントが基本となっているが、出生前検査については倫理的な問題など議論の対象となっている。

### 主な症状
上記以外に観察される症状は以下の通り。この中のいくつかの症状を抱える。
- 頭部
  - 後頭部突出
  - 両眼隔離
  - 口唇口蓋裂
  - 小顎症
  - 耳介奇形
  - 耳介低位

- 胸部
  - 先天性心疾患
    - 心室中隔欠損症
    - 心内膜床欠損症
    - 動脈管開存
    - ファロー症候群
    - 単心室
    - 総肺静脈還流異常症

  - 胸骨短小

- 腹部
  - 股関節開閉制限
  - 狭骨盤
  - 腹直筋ヘルニア
  - 腹直筋離間
  - 停留精巣(停留睾丸)、大陰唇低形成

- 四肢
  - 屈曲拘縮
  - 筋緊張
  - 揺り椅子状足底
  - 内反足

## この症候群を題材としている作品

### 書籍
- わたなべえいこ『いのちはプレゼント　ぼくは18トリソミー』汐文社、2006年7月。ISBN 9784811380988。
- わたなべえいこ『命をくれてありがとう ぼくは18トリソミー』汐文社、2006年12月。ISBN 9784811381435。
- 大平礼子『貴士くん、よく生まれてきてくれました。よく育ってくれました　夢のような204日間を、本当にありがとう』文芸社、2007年3月。ISBN 9784286025278。
- 千住英正、千住ますみ『3日間命の輝き　天使になった娘がのこしたもの』スターツ出版、2010年2月。ISBN 9784883811106。
- わたなべえいこ『いのちをつないで ぼくは１８トリソミー』汐文社、2010年4月。ISBN 9784811386782。
- 豪田トモ『うまれる　かけがえのない、あなたへ』PHP研究所、2010年。ISBN 9784569790961。
- 鈴ノ木ユウ『コウノドリ（７）』講談社、2014年。ISBN 9784063884074。

### 映画
- 「うまれる」(インディゴ・フィルムズ、2010年)
- 「映画『立候補』」(明るい立候補推進委員会、2012年)